# Primera División (Bolivia)
La Primera División è il massimo livello professionistico del campionato boliviano di calcio. Dal 2018 ha sostituito la Liga del Fútbol Profesional Boliviano, che a sua volta aveva sostituito, nel 1977, la Copa Simón Bolívar, la quale era dal 1960 il torneo più importante del paese e oggi è la denominazione data alla seconda divisione nazionale.

## Formula
La formula del campionato è stata modificata nel corso degli anni. Inizialmente erano previste 16 squadre separate in due serie ed il torneo veniva disputato da febbraio a dicembre. Dal 1991 la lega venne riorganizzata in due tornei (Apertura e Clausura) giocati da 12 squadre, con i due vincitori che si disputavano il titolo di campione nazionale.
A partire dal 2003 la formula con la finale venne abbandonata ed i vincitori di ambo i tornei vennero considerati entrambi campioni. Nel 2005 la federazione ha adottato il calendario ufficiale della FIFA fissando da agosto a giugno il periodo per disputare la stagione. Tale cambio ha avuto vita assai breve e già dalla stagione successiva si è tornati a giocare da febbraio a dicembre.

## Squadre
Alla stagione 2024 partecipano 16 squadre:
- Always Ready
- Aurora
- Blooming
- Bolívar
- Guabirá
- Gualberto Villarroel
- Ind. Petrolero
- Nacional Potosí
- Oriente Petrolero
- Real Santa Cruz
- Real Tomayapo
- Royal Pari
- San Antonio Bulo Bulo
- The Strongest
- Universitario Vinto
- Wilstermann

## Premi e retrocessioni

### Coppe
Le squadre che terminano nei primi tre posti del Torneo Apertura e di quello Clausura si aggiudicano i 5 posti destinati alla Bolivia per i tornei internazionali dell'anno successivo (Tre in Coppa Libertadores e due in Coppa Sudamericana)

### Retrocessioni
Al termine della stagione la squadra classificata all'ultimo posto della classifica totale (ovvero calcolando i punti ottenuti nel Torneo Apertura e quelli ottenuti nel Torneo Clausura) retrocede nella sua rispettiva lega dipartimentale e viene sostituita dalla squadra campione della Liga Nacional B (la seconda divisione boliviana). La penultima classificata gioca invece un incontro di playout contro il vicecampione della seconda serie per ottenere il diritto di giocare in prima divisione anche la stagione successiva.

## Albo d'oro
Relativo al solo periodo post 1977 (dall'istituzione della Liga de Fútbol Profesional Boliviano, odierna Primera División de Bolivia).
| Anno        | Campione          | Vicecampione          |
| ----------- | ----------------- | --------------------- |
| 1977        | The Strongest     | Oriente Petrolero     |
| 1978        | Bolívar           | Wilstermann           |
| 1979        | Oriente Petrolero | The Strongest         |
| 1980        | Wilstermann       | The Strongest         |
| 1981        | Wilstermann       | The Strongest         |
| 1982        | Bolívar           | Blooming              |
| 1983        | Bolívar           | Blooming              |
| 1984        | Blooming          | Oriente Petrolero     |
| 1985        | Bolívar           | Wilstermann           |
| 1986        | The Strongest     | Oriente Petrolero     |
| 1987        | Bolívar           | Oriente Petrolero     |
| 1988        | Bolívar           | The Strongest         |
| 1989        | The Strongest     | Oriente Petrolero     |
| 1990        | Oriente Petrolero | Bolívar               |
| 1991        | Bolívar           | San José              |
| 1992        | Bolívar           | San José              |
| 1993        | The Strongest     | Bolívar               |
| 1994        | Bolívar           | Wilstermann           |
| 1995        | San José          | Guabirá               |
| 1996        | Bolívar           | Oriente Petrolero     |
| 1997        | Bolívar           | Oriente Petrolero     |
| 1998        | Blooming          | Wilstermann           |
| 1999        | Blooming          | The Strongest         |
| 2000        | Wilstermann       | Oriente Petrolero     |
| 2001        | Oriente Petrolero | Bolívar               |
| 2002        | Bolívar           | Oriente Petrolero     |
| 2003 (A)    | The Strongest     | Bolívar               |
| 2003 (C)    | The Strongest     | Wilstermann           |
| 2004 (A)    | Bolívar           | Aurora                |
| 2004 (C)    | The Strongest     | Oriente Petrolero     |
| 2005 (AD)   | Bolívar           | The Strongest         |
| 2005 (A)    | Blooming          | Bolívar               |
| 2006 (C)    | Bolívar           | Real Potosí           |
| 2006 (ST)   | Wilstermann       | Real Potosí           |
| 2007 (A)    | Real Potosí       | Bolívar               |
| 2007 (C)    | San José          | La Paz                |
| 2008 (A)    | Univ. Sucre       | La Paz                |
| 2008 (C)    | Aurora            | Blooming              |
| 2009 (A)    | Bolívar           | Real Potosí           |
| 2009 (C)    | Blooming          | Bolívar               |
| 2010 (A)    | Wilstermann       | Oriente Petrolero     |
| 2010 (C)    | Oriente Petrolero | Bolívar               |
| 2011 (AD)   | Bolívar           | Real Potosí           |
| 2011/12 (A) | The Strongest     | Univ. Sucre           |
| 2011/12 (C) | The Strongest     | San José              |
| 2012/13 (A) | The Strongest     | San José              |
| 2012/13 (C) | Bolívar           | Oriente Petrolero     |
| 2013/14 (A) | The Strongest     | Bolívar               |
| 2013/14 (C) | Univ. Sucre       | San José              |
| 2014/15 (A) | Bolívar           | Oriente Petrolero     |
| 2014/15 (C) | Bolívar           | The Strongest         |
| 2015/16 (A) | Sport Boys Warnes | Bolívar               |
| 2015/16 (C) | Wilstermann       | The Strongest         |
| 2016 (A)    | The Strongest     | Bolívar               |
| 2017 (A)    | Bolívar           | The Strongest         |
| 2017 (C)    | Bolívar           | The Strongest         |
| 2018 (A)    | Wilstermann       | The Strongest         |
| 2018 (A)    | San José          | The Strongest         |
| 2019 (A)    | Bolívar           | The Strongest         |
| 2019 (C)    | Wilstermann       | The Strongest         |
| 2020 (A)    | Always Ready      | The Strongest         |
| 2020 (C)    | cancellato        | cancellato            |
| 2021        | Ind. Petrolero    | Always Ready          |
| 2022 (A)    | Bolívar           | The Strongest         |
| 2022 (C)    | cancellato        | cancellato            |
| 2023        | The Strongest     | Bolívar               |
| 2024        | Bolívar           | San Antonio Bulo Bulo |

Legenda:
- [A] = Apertura (febbraio - giugno)
- [C] = "Clausura" (agosto - dicembre)
- [AD] = "Adecuación"
- [ST] = "Segundo Torneo"

### Tornei stagionali

#### Play-off Libertadores
Nelle stagioni 2008 e 2009 si sono svolti dei tornei validi per l'assegnazione del terzo posto riservato alla federazione boliviana per la partecipazione alla Coppa Libertadores.
| Anno | Campione    | Vicecampione |
| ---- | ----------- | ------------ |
| 2008 | Real Potosí | La Paz       |
| 2009 | Real Potosí | Bolívar      |

#### Torneo de Invierno 2010
Nel giugno/luglio 2010 si è svolto a metà stagione un torneo valevole per l'assegnazione del terzo posto riservato alle squadre boliviane nella Coppa Sudamericana 2011.
| Campione          | Finalista | Andata | Ritorno | Spareggio       |
| ----------------- | --------- | ------ | ------- | --------------- |
| Oriente Petrolero | San José  | 0 - 2  | 5 - 2   | 1 - 1 (6-5 dcr) |

- NB: L'Oriente Petrolero successivamente ha conquistato il diritto di partecipare alla Coppa Libertadores 2011 come campione del torneo Clausura 2010, conseguentemente il suo posto in Coppa Sudamericana 2011 è stato preso dal San José.

## Vittorie per squadra
Dal 1950 a oggi.
| Squadra               | Vittorie | Secondi posti |
| --------------------- | -------- | ------------- |
| Bolívar               | 31       | 16            |
| The Strongest         | 16       | 18            |
| Wilstermann           | 15       | 9             |
| Oriente Petrolero     | 5        | 15            |
| Blooming              | 5        | 3             |
| San José              | 4        | 5             |
| Always Ready          | 3        | 6             |
| Deportivo Municipal   | 2        | 5             |
| Aurora                | 2        | 4             |
| Chaco Petrolero       | 2        | 2             |
| Univ. Sucre           | 2        | 1             |
| Real Potosí           | 1        | 4             |
| Sport Boys Warnes     | 1        | 0             |
| Guabirá               | 1        | 2             |
| Litoral               | 1        | 1             |
| San Antonio Bulo Bulo | 1        | 1             |
| Sport Boys Warnes     | 1        | 0             |
| Univ. La Paz          | 1        | 0             |
| Ind. Petrolero        | 1        | 0             |

## Capocannonieri
| Stagione   | Giocatore                                      | Squadra                        | Reti |
| ---------- | ---------------------------------------------- | ------------------------------ | ---- |
| 1977       | Jesús Reynaldo                                 | Bolívar                        | 28   |
| 1978       | Jesús Reynaldo                                 | Bolívar                        | 39   |
| 1979       | Raúl Horacio Baldessari                        | Blooming                       | 31   |
| 1980       | Juan Carlos Sánchez                            | Guabirá                        | 21   |
| 1981       | Juan Carlos Sánchez                            | Blooming                       | 30   |
| 1982       | Raúl Horacio Baldessari                        | Oriente Petrolero              | 25   |
| 1983       | Juan Carlos Sánchez                            | Blooming                       | 30   |
| 1984       | Víctor Antelo                                  | Oriente Petrolero              | 38   |
| 1985       | Víctor Antelo                                  | Oriente Petrolero              | 37   |
| 1986       | Jesús Reynaldo                                 | The Strongest                  | 36   |
| 1987       | Fernando Salinas                               | Bolívar                        | 28   |
| 1988       | Fernando Salinas                               | Bolívar                        | 17   |
| 1989       | Víctor Antelo                                  | Real Santa Cruz                | 22   |
| 1990       | Juan Carlos Sánchez                            | San José                       | 20   |
| 1991       | Carlos Da Silva                                | Oriente Petrolero              | 19   |
| 1991       | Jorge Hirano                                   | Bolívar                        | 19   |
| 1991       | Jason                                          | Petrolero                      | 19   |
| 1992       | Alvaro Guillermo Peña                          | San José                       | 32   |
| 1993       | Víctor Antelo                                  | San José                       | 20   |
| 1994       | Oscar Omar González                            | Ind. Petrolero                 | 23   |
| 1995       | Juan Berthy Suárez                             | Guabirá                        | 29   |
| 1996       | Sérgio João                                    | Stormer's                      | 17   |
| 1997       | Víctor Antelo                                  | Blooming                       | 24   |
| 1998       | Víctor Antelo                                  | Blooming                       | 31   |
| 1999       | Víctor Antelo                                  | Blooming                       | 31   |
| 2000       | Daniel Alejandro Delfino                       | The Strongest                  | 28   |
| 2001       | José Alfredo Castillo                          | Oriente Petrolero              | 42   |
| 2002       | Joaquín Botero                                 | Bolívar                        | 49   |
| 2003 Ap    | Thiago Leitão                                  | Wilstermann                    | 19   |
| 2003 Cl    | Miguel Mercado                                 | Bolívar                        | 18   |
| 2004 Ap    | José Martín Menacho                            | Real Potosí                    | 15   |
| 2004 Cl    | Pablo Daniel Escobar                           | San José                       | 17   |
| 2005 Ad    | Rubén Darío Aguilera                           | San José                       | 21   |
| 2005 Ap    | Juan Fischer                                   | Bolívar                        | 16   |
| 2006 Cl    | Cristino Jara                                  | Real Potosí                    | 16   |
| 2006 St    | Cristino Jara                                  | Real Potosí                    | 16   |
| 2007 Ap    | Diego Cabrera                                  | Aurora                         | 13   |
| 2007 Cl    | Juan Maraude                                   | Real Mamoré                    | 16   |
| 2008 Ap    | Anderson Gonzaga                               | Blooming                       | 17   |
| 2008 Cl    | Luis Sillero                                   | Real Potosí                    | 7    |
| 2009 Ap    | Álex da Rosa                                   | San José                       | 13   |
| 2009 Cl    | William Ferreira                               | Bolívar                        | 9    |
| 2009 Cl    | Cristian Díaz                                  | San José                       | 9    |
| 2009 Cl    | Pablo Vázquez                                  | The Strongest                  | 9    |
| 2010 Ap    | Cristián Omar Díaz                             | San José                       | 18   |
| 2010 Cl    | William Ferreira                               | Bolívar                        | 14   |
| 2011 Ad    | Juan Maraude                                   | Real Mamoré                    | 19   |
| 2011/12 Ap | William Ferreira                               | Bolívar                        | 16   |
| 2011/12 Cl | Carlos Saucedo                                 | San José                       | 17   |
| 2012/13 Ap | Carlos Saucedo                                 | San José                       | 23   |
| 2012/13 Cl | William Ferreira                               | Bolívar                        | 17   |
| 2012/13 Cl | Juan Eduardo Fierro                            | Univ. Sucre                    |      |
| 2013/14 Ap | Marcelo Gomes                                  | San José                       | 16   |
| 2013/14 Ap | Carlos Saucedo                                 | San José                       | 16   |
| 2013/14 Cl | Carlos Neumann                                 | San José                       | 18   |
| 2014/15 Ap | Juanmi Callejón                                | Bolívar                        | 15   |
| 2014/15 Cl | Martín Palavicini                              | Univ. Sucre                    | 13   |
| 2015/16 Ap | Martín Palavicini                              | Univ. Sucre                    | 19   |
| 2015/16 Cl | Juan Vogliotti                                 | Ciclón                         | 12   |
| 2016/17 Ap | Juanmi Callejón                                | Bolívar                        | 16   |
| 2017 Ap    | Carlos Saucedo                                 | Guabirá                        | 17   |
| 2017 Cl    | Gilbert Álvarez                                | Wilstermann                    | 16   |
| 2018 Ap    | Carlos Saucedo                                 | San José                       | 18   |
| 2018 Cl    | Marcos Riquelme Jair Reinoso Rolando Blackburn | Bolívar San José The Strongest | 20   |
| 2019 Ap    | Carlos Saucedo                                 | San José                       | 23   |